# Ave María (Málaga)
Ave María es un barrio perteneciente al distrito Carretera de Cádiz de la ciudad andaluza de Málaga, España. Según la delimitación oficial del ayuntamiento, limita al nordeste con el barrio de Tabacalera; al sureste, con el barrio de Pacífico; al sur, con el barrio de San Andrés; al suroeste, con el barrio Parque Mediterráneo; y al noroeste, con los barrios de Las Delicias y Girón.

## Transporte
En autobús queda conectado mediante las siguientes líneas de la EMT: 
| Línea | Trayecto                      | Recorrido | Frecuencia    |
| ----- | ----------------------------- | --------- | ------------- |
| 15    | La Virreina - Santa Paula     | Recorrido | 11-12 minutos |
| 16    | Paseo del Parque - La Térmica | Recorrido | 12-13 minutos |